# Vitaliy Rahimov
Vitaliy Rahimov (n. 27 august 1984, Meġri, Republica Sovietică Socialistă Armeană, URSS) este un luptător ce a reprezentat Azerbaidjan, medaliat olimpic. A participat la 2 ediții ale Jocurilor Olimpice (2004, 2008) în care a câștigat o medalie de argint.